# Tulette
Tulette är en kommun i departementet Drôme i regionen Auvergne-Rhône-Alpes i sydöstra Frankrike. Kommunen ligger i kantonen Saint-Paul-Trois-Châteaux som tillhör arrondissementet Nyons. År 2022 hade Tulette 2 001 invånare.

## Befolkningsutveckling
Antalet invånare i kommunen Tulette
Referens:INSEE